# Courcelles (Charente Marítimo)
 Courcelles  es una población y comuna francesa, situada en la región de Poitou-Charentes, departamento de Charente Marítimo, en el distrito de Saint-Jean-d'Angély y cantón de Saint-Jean-d'Angély.

## Demografía
| 380 | 335 | 354 | 461 | 494 | 436 |
| Para los censos de 1962 a 1999 la población legal corresponde a la población sin duplicidades (Fuente: INSEE [Consultar]) |     |     |     |     |     |